# Alexander König
Alexander König (Eilenburg, Alemanha Oriental, 23 de agosto de 1966) é um treinador e ex-patinador artístico alemão. Ele conquistou com Peggy Schwarz uma medalha de bronze em campeonatos europeus e foi campeão do campeonato nacional alemão e alemão oriental. Schwarz e König disputaram os Jogos Olímpicos de Inverno de 1988, de 1992 e de 1994, onde terminaram na sétima primeira posição, nas três edições.
Em outubro de 2014, König começou a trabalhar como técnico da dupla Aliona Savchenko e Bruno Massot.

## Principais resultados

### Duplas

#### Com Peggy Schwarz
| Resultados                                                            | Resultados        | Resultados        | Resultados       | Resultados        | Resultados       | Resultados        | Resultados    | Resultados       | Resultados    | Resultados    | Resultados    | Resultados    | Resultados    |
| Internacional                                                         | Internacional     | Internacional     | Internacional    | Internacional     | Internacional    | Internacional     | Internacional | Internacional    | Internacional | Internacional | Internacional | Internacional | Internacional |
| Evento/Temporada                                                      | 1986– 1987        | 1987– 1988        | 1988– 1989       | 1989– 1990        | 1990– 1991       | 1991– 1992        | 1992– 1993    | 1993– 1994       |               |               |               |               |               |
| --------------------------------------------------------------------- | ----------------- | ----------------- | ---------------- | ----------------- | ---------------- | ----------------- | ------------- | ---------------- | ------------- | ------------- | ------------- | ------------- | ------------- |
| Jogos Olímpicos                                                       |                   | 7.º               |                  |                   |                  | 7.º               |               | 7.º              |               |               |               |               |               |
| Campeonato Mundial                                                    |                   |                   | 4.º              | 10.º              | 7.º              | 6.º               | 12.º          | 9.º              |               |               |               |               |               |
| Campeonato Europeu                                                    |                   | Medalha de bronze |                  | 4.º               |                  | 5.º               | 5.º           | 7.º              |               |               |               |               |               |
| Nations Cup                                                           |                   |                   |                  | Medalha de prata  |                  |                   |               |                  |               |               |               |               |               |
| NHK Trophy                                                            |                   |                   |                  |                   | 7.º              |                   |               |                  |               |               |               |               |               |
| Skate America                                                         |                   |                   |                  | Medalha de bronze |                  | Medalha de bronze |               |                  |               |               |               |               |               |
| Skate Canada International                                            |                   |                   | Medalha de prata | 4.º               |                  |                   |               |                  |               |               |               |               |               |
| Nacional                                                              |                   |                   |                  |                   |                  |                   |               |                  |               |               |               |               |               |
| Campeonato Alemão                                                     |                   |                   |                  |                   | Medalha de prata | Medalha de ouro   | WD            | Medalha de prata |               |               |               |               |               |
| Campeonato Alemão Oriental                                            | Medalha de bronze | Medalha de ouro   |                  |                   |                  |                   |               |                  |               |               |               |               |               |
|                                                                       |                   |                   |                  |                   |                  |                   |               |                  |               |               |               |               |               |
| Legenda: WD = Abandonou; Competição não foi disputada nesta temporada |                   |                   |                  |                   |                  |                   |               |                  |               |               |               |               |               |

### Individual masculino
| Resultados                                                            | Resultados        | Resultados      | Resultados        | Resultados       | Resultados    | Resultados    | Resultados    | Resultados    | Resultados    | Resultados    | Resultados    | Resultados    | Resultados    |
| Internacional                                                         | Internacional     | Internacional   | Internacional     | Internacional    | Internacional | Internacional | Internacional | Internacional | Internacional | Internacional | Internacional | Internacional | Internacional |
| Evento/Temporada                                                      | 1980– 1981        | 1981– 1982      | 1982– 1983        | 1983– 1984       |               |               |               |               |               |               |               |               |               |
| --------------------------------------------------------------------- | ----------------- | --------------- | ----------------- | ---------------- | ------------- | ------------- | ------------- | ------------- | ------------- | ------------- | ------------- | ------------- | ------------- |
| Campeonato Europeu                                                    |                   | WD              |                   |                  |               |               |               |               |               |               |               |               |               |
| Blue Swords                                                           |                   | Medalha de ouro |                   |                  |               |               |               |               |               |               |               |               |               |
| Nacional                                                              |                   |                 |                   |                  |               |               |               |               |               |               |               |               |               |
| Campeonato Alemão Oriental                                            | Medalha de bronze |                 | Medalha de bronze | Medalha de prata |               |               |               |               |               |               |               |               |               |
|                                                                       |                   |                 |                   |                  |               |               |               |               |               |               |               |               |               |
| Legenda: WD = Abandonou; Competição não foi disputada nesta temporada |                   |                 |                   |                  |               |               |               |               |               |               |               |               |               |